# Sommet franco-allemand

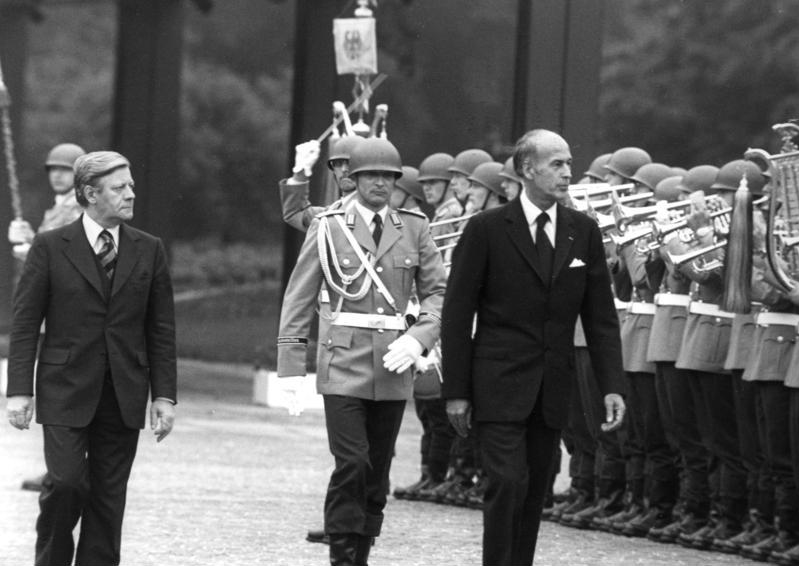
Helmut Schmidt, chancelier allemand (à g.), et Valéry Giscard d'Estaing, président français (à d.), traversent la formation d'honneur pour arriver à la chancellerie fédérale à Bonn, lors du franco-allemand, le 16 juin 1977.

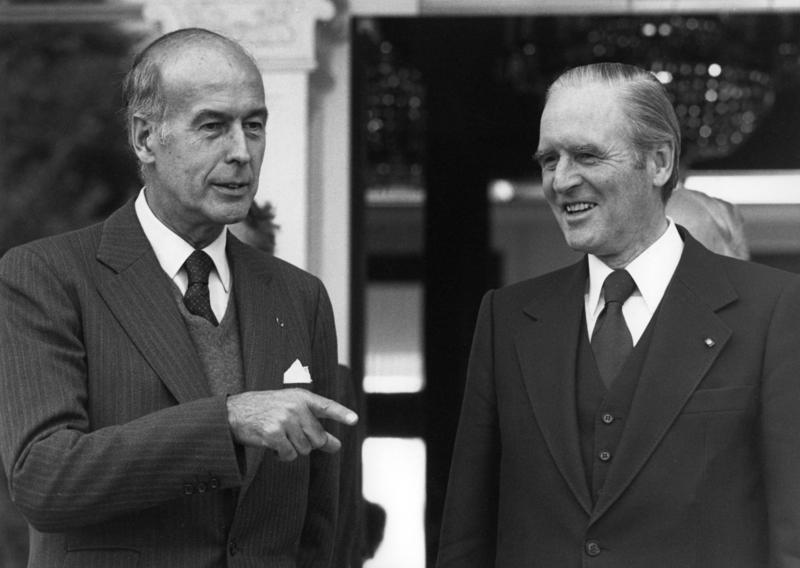
Valéry Giscard d'Estaing, président français (à g.) discute avec Karl Carstens, président fédéral allemand (à d.) à la villa Hammerschmidt lors du, le 1er octobre 1979.

Un sommet franco-allemand ou consultation franco-allemande (en allemand : deutsch-französischen Gipfeltreffen) est un sommet réunissant le président français et le chancelier allemand. De tels sommets sont organisés deux fois par an de 1963 à 2003.
Ils sont créés en 1963 par le traité de l'Élysée et sont remplacés en 2003, lors du 40e anniversaire de ce traité, par le Conseil des ministres franco-allemand.
Les 80 sommets qui se sont ainsi tenus en 40 ans sont un élément important des relations franco-allemandes.

## Cadre
Le cadre institutionnel des sommets franco-allemands, tel que fixé par l'article 1er du Traité de l'Élysée, est assez flexible :

« Les Chefs d'État et de Gouvernement donneront en tant que de besoin les directives nécessaires et suivront régulièrement la mise en œuvre du programme fixé ci-après. Ils se réuniront à cet effet chaque fois que cela sera nécessaire et, en principe, au moins deux fois par an. »

## Lieu
Comme le traité de l'Élysée a été signé à Paris, et compte tenu de l'objectif d'échange entre les deux pays voulu par ses signataires, le choix de Bonn pour le premier sommet franco-allemand s'impose, puisqu'il s'agit à l'époque de la capitale de l'Allemagne dans sa partie Ouest ; il est acté en même temps que la signature du traité.

## Déroulement
Le président de la République française et le chancelier fédéral d'Allemagne se rencontrent en tête-à-tête, accompagnés seulement de leurs interprètes, lesquels sont ensuite chargés de rédiger le compte-rendu des échanges.

## Liste
| No | Lieu                  | Pays             | Date                    | Président français | Chancelier allemand | Réf.                                    | Remarque                                |
| -- | --------------------- | ---------------- | ----------------------- | ------------------ | ------------------- | --------------------------------------- | --------------------------------------- |
| 1  | Bonn                  | Allemagne        | 4 – 5 juill. 1963       | De Gaulle          | Adenauer            | [ 1 ]                                   |                                         |
| 2  | Paris                 | France           | 21 – 22 nov. 1963       | Erhard             | [ 2 ]               |                                         |                                         |
| 3  | Paris                 | France           | 14 – 15 fév. 1964       | Erhard             | [ 3 ]               |                                         |                                         |
| 4  | Bonn                  | Allemagne        | 3 – 4 juill. 1964       | Erhard             | [ 4 ]               |                                         |                                         |
| 5  | Rambouillet           | France           | 19 – 20 janv. 1965      | Erhard             | [ 5 ]               |                                         |                                         |
| 6  | Bonn                  | Allemagne        | 11 – 12 juin 1965       | Erhard             | [ 6 ]               |                                         |                                         |
| 7  | Paris                 | France           | 7 – 8 fév. 1966         | Erhard             | [ 7 ]               |                                         |                                         |
| 8  | Bonn                  | Allemagne        | 21 juill. 1966          | Erhard             | [ 8 ]               |                                         |                                         |
| 9  | Paris                 | France           | 13 – 14 janv. 1967      | Kiesinger          | [ 9 ]               |                                         |                                         |
| 10 | Bonn                  | Allemagne        | 12 – 13 juill. 1967     | Kiesinger          | [ 10 ]              |                                         |                                         |
| 11 | Paris                 | France           | 15 – 16 fév. 1968       | Kiesinger          | [ 11 ]              |                                         |                                         |
| 12 | Bonn                  | Allemagne        | 27 – 28 sept. 1968      | Kiesinger          | [ 12 ]              |                                         |                                         |
| 13 | Paris                 | France           | 13 – 14 mars 1969       | Kiesinger          | [ 13 ]              |                                         |                                         |
| 14 | Bonn                  | Allemagne        | 8 – 9 sept. 1969        | Kiesinger          | Pompidou            | [ 14 ]                                  |                                         |
| 15 | Paris                 | France           | 30 – 31 janv. 1970      | Brandt             | Pompidou            | [ 15 ]                                  |                                         |
| 16 | Bonn                  | Allemagne        | 3 – 4 juill. 1970       | Brandt             | Pompidou            | [ 16 ]                                  |                                         |
| 17 | Paris                 | France           | 25 – 26 janv. 1971      | Brandt             | Pompidou            | [ 17 ]                                  |                                         |
| 18 | Bonn                  | Allemagne        | 5 – 6 juill. 1971       | Brandt             | Pompidou            | [ 18 ]                                  |                                         |
| 19 | Paris                 | France           | 10 – 11 fév. 1972       | Brandt             | Pompidou            | [ 19 ]                                  |                                         |
| 20 | Bonn                  | Allemagne        | 3 – 4 juill. 1972       | Brandt             | Pompidou            | [ 20 ]                                  |                                         |
| 21 | Paris                 | France           | 21 – 22 janv. 1973      | Brandt             | Pompidou            | [ 21 ]                                  | 10e anniversaire du traité de l'Élysée. |
| 22 | Bonn                  | Allemagne        | 21 – 22 juin 1973       | Brandt             | Pompidou            | [ 22 ]                                  |                                         |
| 23 | Paris                 | France           | 26 – 27 nov. 1973       | Brandt             | Pompidou            | [ 23 ]                                  |                                         |
| 24 | Bonn                  | Allemagne        | 8 – 9 juill. 1974       | Giscard d'Estaing  | Schmidt             | [ 24 ]                                  |                                         |
| 25 | Paris                 | France           | 3 – 4 fév. 1975         | Giscard d'Estaing  | Schmidt             | [ 25 ]                                  |                                         |
| 26 | Bonn                  | Allemagne        | 25 – 26 juill. 1975     | Giscard d'Estaing  | Schmidt             | [ 26 ]                                  |                                         |
| 27 | Nice                  | France           | 12 – 13 fév. 1976       | Giscard d'Estaing  | Schmidt             | [ 27 ]                                  |                                         |
| 28 | Hambourg              | Allemagne        | 5 – 6 juill. 1976       | Giscard d'Estaing  | Schmidt             | [ 28 ]                                  |                                         |
| 29 | Paris                 | France           | 3 – 4 fév. 1977         | Giscard d'Estaing  | Schmidt             | [ 29 ]                                  |                                         |
| 30 | Bonn                  | Allemagne        | 16 – 17 juin 1977       | Giscard d'Estaing  | Schmidt             | [ 30 ]                                  |                                         |
| 31 | Paris                 | France           | 6 – 7 fév. 1978         | Giscard d'Estaing  | Schmidt             | [ 31 ]                                  |                                         |
| 32 | Aix-la-Chapelle       | Allemagne        | 14 – 15 sept. 1978      | Giscard d'Estaing  | Schmidt             | [ 32 ]                                  |                                         |
| 33 | Paris                 | France           | 22 – 23 fév. 1979       | Giscard d'Estaing  | Schmidt             | [ 33 ]                                  |                                         |
| 34 | Bonn                  | Allemagne        | 1er – 2 oct. 1979       | Giscard d'Estaing  | Schmidt             | [ 34 ]                                  |                                         |
| 35 | Paris                 | France           | 3 – 5 fév. 1980         | Giscard d'Estaing  | Schmidt             | [ 35 ]                                  |                                         |
| 36 | Bonn                  | Allemagne        | 10 – 11 juill. 1980     | Giscard d'Estaing  | Schmidt             | [ 36 ]                                  |                                         |
| 37 | Paris                 | France           | 5 – 6 fév. 1981         | Giscard d'Estaing  | Schmidt             | [ 37 ]                                  |                                         |
| 38 | Bonn                  | Allemagne        | 12 – 13 juill. 1981     | Mitterrand         | Schmidt             | [ 38 ]                                  |                                         |
| 39 | Paris                 | France           | 24 – 25 fév. 1982       | Mitterrand         | Schmidt             | [ 39 ]                                  |                                         |
| 40 | Bonn                  | Allemagne        | 21 – 22 oct. 1982       | Mitterrand         | Kohl                | [ 40 ]                                  |                                         |
| 41 | Paris                 | France           | 16 – 17 mai 1983        | Mitterrand         | [ 41 ]              |                                         |                                         |
| 42 | Bonn                  | Allemagne        | 24 – 25 nov. 1983       | Mitterrand         | [ 42 ]              |                                         |                                         |
| 43 | Rambouillet           | France           | 28 – 29 mai 1984        | Mitterrand         | [ 42 ]              |                                         |                                         |
| 44 | Bad Kreuznach         | Allemagne        | 29 – 30 oct. 1984       | Mitterrand         | [ 43 ]              |                                         |                                         |
| 45 | Paris                 | France           | 28 fév. 1985            | Mitterrand         | [ 44 ]              |                                         |                                         |
| 46 | Bonn                  | Allemagne        | 7 – 8 nov. 1985         | Mitterrand         | [ 45 ]              |                                         |                                         |
| 47 | Paris                 | France           | 27 – 28 fév. 1986       | Mitterrand         | [ 46 ]              |                                         |                                         |
| 48 | Francfort-sur-le-Main | Allemagne        | 27 – 28 oct. 1986       | Mitterrand         | [ 47 ]              |                                         |                                         |
| 49 | Paris                 | France           | 21 – 22 mai 1987        | Mitterrand         | [ 48 ]              |                                         |                                         |
| 50 | Karlsruhe             | Allemagne        | 12 – 13 nov. 1987       | Mitterrand         | [ 49 ]              |                                         |                                         |
| 51 | Paris                 | France           | 22 janv. 1988           | Mitterrand         | [ 50 ]              | 25e anniversaire du traité de l'Élysée. |                                         |
| 52 | Bonn                  | Allemagne        | 3 – 4 nov. 1988         | Mitterrand         | [ 51 ]              |                                         |                                         |
| 53 | Paris                 | France           | 19 – 20 avr. 1989       | Mitterrand         | [ 52 ]              |                                         |                                         |
| 54 | Bonn                  | Allemagne        | 2 – 3 nov. 1989         | Mitterrand         | [ 53 ]              |                                         |                                         |
| 55 | Paris                 | France           | 25 – 26 avr. 1990       | Mitterrand         | [ 54 ]              |                                         |                                         |
| 56 | Munich                | Allemagne        | 17 – 18 sept. 1990      | Mitterrand         | [ 55 ]              |                                         |                                         |
| 57 | Lille                 | France           | 29 – 30 mai 1991        | Mitterrand         | ,                   |                                         |                                         |
| 58 | Bonn                  | Allemagne        | 14 – 15 nov. 1991       | Mitterrand         | ,                   |                                         |                                         |
| 59 | La Rochelle           | France           | 21 – 22 mai 1992        | Mitterrand         | ,                   | Sommet de La Rochelle.                  |                                         |
| 60 | Bonn                  | Allemagne        | 3 – 4 déc. 1992         | Mitterrand         | ,                   |                                         |                                         |
| 61 | Beaune                | France           | 1er – 2 juin 1993       | Mitterrand         | ,                   |                                         |                                         |
| 62 | Bonn                  | Allemagne        | 30 nov. – 1er déc. 1993 | Mitterrand         | ,                   |                                         |                                         |
| 63 | Mulhouse              | France           | 30 – 31 mai 1994        | Mitterrand         | ,                   |                                         |                                         |
| 64 | Bonn                  | Allemagne        | 29 – 30 nov. 1994       | Mitterrand         | ,                   |                                         |                                         |
| 65 | Strasbourg            | France           | 11 juill. 1995          | Chirac             | ,                   |                                         |                                         |
| 66 | Baden-Baden           | Allemagne        | 7 déc. 1995             | Chirac             | ,                   |                                         |                                         |
| 67 | Dijon-Paris           | France           | 5 – 6 juin 1996         | Chirac             | ,                   |                                         |                                         |
| 68 | Nuremberg             | Allemagne        | 9 déc. 1996             | Chirac             | ,                   |                                         |                                         |
| 69 | Poitiers              | France           | 13 juin 1997            | Chirac             | ,                   |                                         |                                         |
| 70 | Weimar                | Allemagne        | 18 – 19 sept. 1997      | Chirac             | ,                   |                                         |                                         |
| 71 | Avignon               | France           | 6 – 7 mai 1998          | Chirac             | ,                   |                                         |                                         |
| 72 | Potsdam               | Allemagne        | 30 nov. – 1er déc. 1998 | Chirac             | Schröder            | ,                                       |                                         |
| 73 | Toulouse              | France           | 28 – 29 mai 1999        | Chirac             | Schröder            | ,                                       |                                         |
| 74 | Paris                 | France           | 30 nov. 1999            | Chirac             | Schröder            | ,                                       |                                         |
| 75 | Mayence               | Allemagne        | 9 juin 2000             | Chirac             | Schröder            | ,                                       |                                         |
| 76 | Vittel                | France           | 10 nov. 2000            | Chirac             | Schröder            | [ 94 ]                                  |                                         |
| 77 | Fribourg-en-Brisgau   | Allemagne        | 12 juin 2001            | Chirac             | Schröder            | [ 95 ]                                  |                                         |
| 78 | Nantes                | France           | 22 – 23 nov. 2001       | Chirac             | Schröder            | [ 96 ]                                  |                                         |
| 79 | Schwerin              | Allemagne        | 30 juill. 2002          | Chirac             | Schröder            | [ 97 ]                                  |                                         |
| 80 | Paris Berlin          | France Allemagne | 22 – 23 janv. 2003      | Chirac             | Schröder            | [ 98 ]                                  | 40e anniversaire du traité de l'Élysée. |